# Ка деј Брави (Болоња)
Ка деј Брави је насеље у Италији у округу Болоња, региону Емилија-Ромања.
Према процени из 2011. у насељу је живело 34 становника. Насеље се налази на надморској висини од 643 м.